# Fuengirola
Fuengirola település Spanyolországban, Málaga tartományban. Fuengirola Mijas és Benalmádena községekkel határos. Lakosainak száma 85 859 fő (2024).

## Történelem

### A régi Fuengirola
Fuengirola területén már a főníciaik és az ókori rómaiak idején is éltek emberek telepesként.
A várostól délre levő dombon található Sohail várkastély, amely helyén volt a föniciai és ókori telepesek, a település első jelentősége a mórok uralma idején volt, ugyanis a várkastély erődítményként szolgált. Ekkor még Suhayl néven létezett a vár, amihez nagy telepek tartoztak. 
A kora középkorban a városban tűz pusztított, ami miatt a lakosok Mijasba menekültek. Suhail rommá lett és a nevét is megváltoztatták Font-Jirolává. 
1485-ben csak az erődítmény maradt meg a településből, amikor is az egész Granadai Királysággal együtt a Katolikus királyok a Reconquista révén átvették az uralmat a területen, a mórok legyőzése után. 30 ember újrabetelepítésével kísérletet tettek benépesíteni Font-Jirolát, de sikertelen volt és a területet 1511-ben néptelennek nyíilvánították.  A területen csak az erődítmény és a vártorony maradt meg, amelyet rövidesen Mijashoz csatoltak közigazgatásilag. 
Ezt követően a környéken rendszeressé váltak az észak-afrikai, oszmán és marokkói kalóztámadások. A kalóztámadások a 17. században megszűntek, ezután új telepek jöttek létre. A 18. század elején a tengerpart mellett egy szálláshelyt kínáló fogadó nyílt meg és pár ház is épült a környezetében, amivel falu jött létre. 
1810. október 15-én került sor a Fuengirolai csatára, ami a Félszigeti háború része volt. A csatában a Varsói Hercegség 200 lengyel katonája szenvedett vereséget, a több mint tízszeres túlerőben levő Lord Blayney vezette brit-spanyol 3000 fős serege. 
1841 májusában a település levált Mijaszról, így Fuengirola önálló településsé vált. A falusiak főleg halászattal, mezőgazdasággal és a városban lehorgonyzott hajósokkal kereskedtek. Majd egy évszázadon keresztül a halászat és a mezőgazdaság volt Fuengirola főtevékenysége.  
1916-ban a vasút elérte Fuengirolát, majd 1930-ban megnyílt az első szálloda a településen. 

### A modern Fuengirola
A település életét a turizmus jelentősen megváltoztatta: 1960-as évektől egyre több szálloda, apartman épült és vendéglátóhely nyílt meg. Széles tengerparti promenád épült ki a városban, amely a környékbeli falvakat is elérte. 
A nyári turisztikai főszezonban számos brit turista érkezik a városba, jelentős számú angol nyelvű közösség van ilyenkor a városban. 

## Népesség
A település népessége az elmúlt években az alábbi módon változott:
| Lakosok száma | 50 263 | 58 957 | 65 421 | 71 482 | 75 953 | 75 856 | 74 929 | 80 309 | 83 226 | 85 859 |
|               | 2001   | 2004   | 2007   | 2009   | 2012   | 2014   | 2017   | 2019   | 2022   | 2024   |

Egy 2022-es felmérés szerint a településnek 82,226 fő lakosa volt, aminek 25%-a külföldi, többnyire európai: Nagy-Britanniából, Finnországból, Svédországból és Dániából származnak.